# 小行星5170
小行星5170（英語：5170 Sissons）是一颗围绕太阳公转的小行星。1987年3月3日，愛德華·鮑威爾在可可尼诺县发现了此天体。
这颗小行星的绝对星等为288.743536633175等。